# Ruca (Bretanya)
 Ruca (en bretó Ruskad) és un municipi francès, situat a la regió de Bretanya, al departament de Costes del Nord. L'any 1999 tenia 504 habitants.

## Demografia
| 1962                                       | 1968 | 1975 | 1982 | 1990 | 1999 |
| ------------------------------------------ | ---- | ---- | ---- | ---- | ---- |
| 676                                        | 637  | 582  | 578  | 544  | 504  |
| Des de 1962: població sense dobles comptes |      |      |      |      |      |

## Administració
| Període   | Identitat        | Partit |
| --------- | ---------------- | ------ |
| 1995-2008 | Daniel Besnoux   |        |
| 2008-     | Jean-Paul Daniel |        |